# Bošnjačko-hrvatski sukob: Jablanica
Na prvim demokratskim izborima 1990. godine u Jablanici većinu glasova su dobili SDA i HDZ BiH. Kao vodeća politička snaga SDA odmah provodi diskriminaciju prema nemuslimanskom stanovništvu. Srbi su isključeni iz svih institucija vlasti, a bolje nisu prošli ni  Hrvati pa zbog toga dolazi do nesuglasica i napetosti. Sa srpskom agresijom Hrvati se organiziraju u HVO i brane svoje domove. Krajem 1992. godine postrojbe Armije BiH posežu za nasiljem, presreću konvoje humanitarne pomoći koji idu "Putem spasa", pljačkaju kamione, a ljude maltretiraju. 
HVO je 1992. na Sovićkim vratima gradio put zvan Put spasa, a srpsko ratno zrakoplovstvo 1992. godine ga je u dva navrata raketiralo. Predkraj te iste godine, pripadnici lokalnih postrojbi Armije BiH u selu Sovićima presreli su i opljačkali kamionske konvoje koji su tim Putem spasa išli prema Sarajevu i srednjoj Bosni. Također su na nadzornoj točki u selu Ostrošcu ekstremisti iz tih postrojbi ubili su jednog vojnika HVO-a, a jednog ranili. 12. prosinca 1992. godine nepoznata naprava eksplodirala je uz vanjski zid katoličke župne crkve u Jablanici. Napetosti su od tad rasle, ali je atmosfera bila tolerantna.
13. travnja 1993. bošnjačko vodstvo maknulo je s položaja Muslimane koji su surađivali s Hrvatima. Na mjesto predsjednika Ratnog predsjedništva za općine Konjic, Jablanicu i Prozor doveden je Safet Ćibo.  Pristaše zločina nad Hrvatima već su prije bivali ovdje i dolazak Ćibe oslobodio je oganj kroatofobije koji je tinjao. SDA je pridonijela tome i na prvim višestranačkim izborima 1990. godine. Pobijedila je a nije poštovala pravo predstavnika srpskog naroda i nije im dopustila da sudjeluju u konstituiranju lokalne izvršne vlasti, a ni Hrvtima nije bilo ništa bolje, jer su najveći dio mjesta u izvršnoj vlasti i općinskoj upravi preuzeli Muslimani što je stvaralo nesuglasice.
Ćibo je rođen u Konjicu, a supruga također liječnica u Jablanici. Ćibo se kao novi predsjednik općina pučanstvu obratio radijom i rekao “U Bosni živi samo jedan narod, to su Bosanci islamske, pravoslavne i katoličke vjere”. Poruka je uznemirila hrvatsko stanovništvo koje je osjetilo da mu se pokušava osporiti pravo na nacionalni identitet. Hrvatski civili su izbjegli na na sigurnija područja.Javile su se i polarizacije među vojskama HVO i Armijom BiH i HVO se povukao na sjeverozapadni dio općine Jablanica da bi izbjegao latentnu opasnost sukoba s postrojbama Armije BiH, u čije redove se mobiliziralo sve više ljudi sa strane, prvenstveno velik dio muslimansko – bošnjačkih izbjeglica iz istočne Bosne, za koju se nisu borili jer su im obećali hrvatske kuće. 
Bošnjačko vodstvo razmišljalo je o zamjeni teritorija i pučanstva Srebrenice i Vogošće, ili o užasnom humanom preseljenju naroda, o Kaknju i Konjicu, promišljalo se strateški što ako padnu Goražde i Žepa i bude egzodus stanovništva, gdje ga smjestiti, gdje pripremiti teren za prihvat izbjeglog stanovništvo, Goražde i Konjic su gradovi na rijekama i najsličniji su.  
Već prvog dana Ćibina komandirdanja, 13. travnja 1993. godine, zatvorena je nadzorna točka Armije BiH u Jablanici i Hrvati nisu mogli ni ući ni izaći iz grada. Dva dana potom, 16. travnja u neposrednoj blizini Jablanice planuo je prvi oružani sukob između postrojbi Armije BiH i HVO. 19. travnja 1993. dok su vojnici HVO-a pretresali muslimansko – bošnjačke kuće, jedan je pripadnik lokalne postrojbe Armije BiH ubio dvojicu vojnika HVO-a i tada je došlo do žestokog oružanog sukoba. Uskoro su muslimansko – bošnjačke vlasti Jablanice uhitile prvu skupinu Hrvata i zatvorile ih u spomen – objekt Muzej u Jablanici, a Hrvate koji su ostali pod njihovom vlašću izložili torturi. Tada su Muslimani – Bošnjaci uhitili oko 400 Hrvata, i smjestili ih u “otvoreni logor”. Hrvati zauzimaju Soviće, a Muslimane – Bošnjake smještaju u jedan zaselak tog sela; nitko nije maltretiran.
Pripadnici Armije BiH na kontrolnom punktu u selu Ostrožac ubili su jednoga vojnika HVO-a, a jednoga ranili. Nepoznata eksplozivna naprava eksplodirala je 12. prosinca 1992. godine uz vanjski zid katoličke župne crkve u Jablanici, a od toga je na crkvi pričinjena materijalna šteta. Od tada napetosti između Armije BiH i HVO-a prerastaju u otvoreni ratni sukob. U gradu je nesnosan život za  Hrvate, oni gladuju, gube radna mjesta, otimaju im stanove, pljačkaju ih i stalno ponižavaju. HVO se povlači u hrvatska sela, a stanovništvo bježi.
Javlja se i polarizacija među vojnim formacijama na tom području (HVO i Armija BiH). HVO se povlači na sjeverozapadni dio općine Jablanica kako bi izbjegli latentnu opasnost sukoba s postrojbama Armije BiH, u čije redove se mobilizira sve više ljudi sa strane, prvenstveno velik dio bošnjačkih izbjeglica iz istočne Bosne. Vojne postrojbe Hrvata, HVO, povlače se, a civilno stanovništvo bježi na sigurnija područja.
Nagovještaj otvorenih sukoba između Bošnjaka i Hrvata u Jablanici bio je događaj 13. travnja 1993. godine. Tada je zatvoren kontrolni punkt Armija BiH u Jablanici: Hrvati nisu mogli ni ući ni izaći iz grada. Prvi oružani sukob između postrojbi Armije BiH i HVO-a planuo je 16. travnja 1993. u neposrednoj blizini Jablanice. Tada su Bošnjaci uhitili oko 400 Hrvata, i smjestili ih u "otvoreni logor". Hrvati zauzimaju Soviće, a Bošnjake smještaju u jedan zaselak tog sela; nitko nije maltretiran.
Dok su vojnici HVO-a 19. travnja 1993. pretresali bošnjačke kuće, jedan je pripadnik lokalne postrojbe Armije BiH ubio dvojicu vojnika HVO-a. Tada je došlo do žestokog oružanog sukoba. HVO-ovi vojnici spalili su sve bošnjačke kuće u Sovićima, poznatim po ekstremistima koji su napali Hrvate, i Doljanima (Pokolj u Sovićima i Doljanima), kao i dvije džamije. Civilno bošnjačko stanovništvo seli se na područje općine Uskoplje i u Jablanicu, a zarobljeni vojnici Armije BiH su u zatvoru.

Istog dana bošnjačke vlasti Jablanice uhićuju prvu skupinu Hrvata i zatvaraju ih u spomen-objekt Muzej u Jablanici. Hrvati koji su ostali pod vlašću Bošnjaka izvrgnuti su velikoj torturi. Svima su isključeni telefoni, pretresaju se njihovi stanovi, oduzima im se pokretna imovina, u njihove stanove useljavaju se Bošnjaci izbjeglice. Za Hrvate se formiraju dva logora na području općine Jablanica, jedan u gradu, u Muzeju, drugi u selu Ostrošcu. U Ostrošcu su zatvarani hrvatski civili iz Konjica i iz Jablanice. U travnju i svibnju 1993. godine Hrvati su potpuno eliminirani u selima: Donja Jablanica, Krakovo, Žuglići, Šabančići, a nešto kasnije i u Ostrošcu. 
Najteži zločin u jablaničkoj općini nad Hrvatima počinili su vojnici Armije BiH u selu Doljanima udaljenom 12 km od Jablanice, 28. srpnja 1993. godine. Taj zločin je poznat kao Pokolj u Doljanima. Doljani su po popisu stanovništva 2001. godine imali 1049 stanovnika, a od toga je bio 708 Hrvat, Bošnjaka je bilo 326, a osim njih u selu je bio jedan 10 Jugoslavena i 5 "ostalih". 
Ujutro su Doljane opkolili pripadnici 44. brdske brigade IV. korpusa Armije BiH potpomognuti Bošnjacima iz okolnih sela. Oko 10 sati spomenute združene oružane snage počele su oružani napad na hrvatsko stanovništvo i njihovu imovinu. U selu su bile nejake snage HVO-a, koje su činili mještani koji su branili svoje živote, obitelji i domove. U tome selu toga dana ubijeno je i masakrirano devet civila i 33 pripadnika HVO-a. Zločin je kulminirao ubijanjem hrvatskih ljudi, paljenjem i pljačkom hrvatskih domova u većinski hrvatskom selu Doljanima, selu općine Jablanica. Ubijeni poslije borbe prošli su užasno: dekapitacija, ženama parani trbusi, kastriranja, smrskavanje lubanje tupim predmetima, vađenje očiju, sječenje udova, miniranje tijela poginulih i ubijenih. Preživjele mještane Hrvate, njih 185 mještana, među kojima je bilo 37-ero djece i 10 trudnica, muslimanske snage odvele su u logor u Jablanici, zvan “Muzej”. Pred užasnom spoznajom da vojnici Armije BiH ubijaju sve Hrvate, hrvatsko stanovništvo bježi iz općine Jablanica. Zločin nije nitko objavio, ni muslimanska vojna policija ni vojska ni UNPROFOR, niti neovisni novinari, nego tek HVO kad je oslobodio Doljane 1. kolovoza.  Zločin u Doljanima otkriven je 1. kolovoza 1993. godine kada su selo oslobodile postrojbe HVO-a. Očevici su zatekli 17 masakriranih vojnika, na kojima su se vojnici Armije BiH iživljavali. Većina lubanja bila je razmrskana, tupim predmetom, vađene su im oči, rezane genitalije, sječeni udovi, a neka tijela su bila nagorjela. Osim toga leševi su bili minirani kako bi nastradali oni koji ih budu kupili. Među leševima civila jednoj ženi je rasparan trbuh, jedan muškarac je zaklan, a drugome napola odsječena glava. Štoviše, navečer tog 28. srpnja u Dnevniku lokalne CTV-Jablanica, kojega je organizirala press-služba 44. brdske brigade Armije BiH, Ćibo je unatoč masakru i toliko hrvatskih žrtava, sudionicima akcije je zajedno s komandantom 44. brdske brigade Armije BiH Enesom Kovačevićem uputio čestitku "Pohvaljuju se svi sudionici akcije “oslobađanja” Doljana – pripadnici 44. brdske brigade i MUP-a Jablanica. U tom Dnevniku se dalje govorilo da se proširio prostor Republike Bosne i Hercegovine, da su borci za deset minuta rastjerali ustaše, da su u svemu poštovali ratna pravila i da civile nisu dirali." Među osumnjičenima za zločine u Doljanima su i komandant IV. korpusa Armije BiH general Arif Pašalić, komandant jablaničke 44. brigade zvane “Neretva”, Enes Kovačević, zamjenik komandanta brigade, Senad Džino, načelnik ABKO Edin Bešić, zapovjednici bataljuna “Glogošnica”, Ekrem Kevrić i “Sovići” Džemal Ovnović, Emin Zebić, zapovjednik Stanice javne sigurnosti i njegov zamjenik Ahmet Salihamidžić Cicko. Predvodio je 28. srpnja 1993. godine, diverzantsko-terorističku akciju 44. brdske brigade Armije BiH iz Jablanice, gdje je u stravičnim ratnim zločinima većina žrtava masakrirana. Stradanje Hrvata s područja općine Jablanica pod Ćibinom strahovladom je: ubijenih Hrvata s područja općine Jablanica je 69, od toga je 15 civila, a sedam žena, ranjenih civila – l8, zatvorenih civila u logoru “Ostrožac” – 75, zatočenih civila u logoru “Muzej” – 350, djece u logoru “Jablanica” – 69, silovanih žena u logoru “Muzej” – dvije, muškaraca vojnih obveznika, u logoru “Muzej” bilo je 85, a od njih je 48 kasnije proglašeno vojnim ratnim invalidima radi surovog i neljudskog ponašanja, umrlih u logoru “Muzej” je šest, zatočenih civila u “Jablanici” – 623, zapaljenih kuća u Doljanima je 50, devastiranih 206, zapaljenih javnih objekata 11, devastiranih javnih objekata sedam, broj zapaljenih kuća u selima Mrakovu i Žuglićima te u Jablanci 55, – prognanih Hrvata je 2.100, crkva Sv. Ilije u Doljanima je izrešetana i demolirana, a tako i župna kuća. Hrvati su bili zatočeni i u jablaničkom zatvoru, zatim zatvoru u selu Butorović-Polju,  u crkvi u selu Drežnici, u selu Ostrošcu. Zatvorski uvjeti bili su krajnje nehumani. Hrvatima su držali u prostorijama bez svjetla, oskudno i jednolično hranjeni užasnom hranom, prostorijama hladnijim od skladišta. Tijekom 24 sata samo tri puta po dvije minute puštani su u WC, zbog čega su nuždu rješavali u sali. Posjeta je bila dopuštena svakih 15 dana, samo najužoj rodbini. Uz to su se u zatvoru pojavile uši, žutica, svrab (scabies) i brojne kronične i akutne bolesti.
U travnju i svibnju 1993. godine Hrvate su u jablaničkoj općini sasvim su eliminirali iz sela Donja Jablanica, Krakovo, Žuglići, Šabančići, a nešto kasnije i u Ostrošcu.
Niz zločina se nastavlja zatočivanjem hrvatskih civila i poticanjem na iseljavanje. Za vrijeme nedjeljne sv. mise dovezena su dva kamiona i jedan tkz. "šumski" autobus ispred katoličke crkve u Konjicu. Kada se misa završila, pokupio ih je sve koji su bili u crkvi, strpao ih u kamione i autobus i odvezao u logor „Muzej“ u Jablanici. Ćibo je tad izjavio svoju poznatu rečenicu „Sad' će da krene k'o halva“ uvjeren da će taj čin potaknuti masovno iseljavanje Hrvata iz Konjica. Mnogi su civili dali velike novce da ih se propusti izaći. Odgovoran je i za za nasilje nad tuđom sigurnošću i imovinom. Hrvatski civili, stotine žena, djece i staraca za njegova komandiranja u sred noći napuštali su svoje potpuno i suvremeno opremljene domove, svom imovinom što su cijelog života stjecali, te su odjeveni prelazile Neretve studenoga 1993. godine, s desne na lijevu obalu. Od velika straha za za vlastite živote i neplivači su se upuštali u prelazak ledene i povelike rijeke. Preko željezničkog mosta koji je na izlazu iz Konjica prema Mostaru nisu smjeli jer mu je bio miniran pristup putom na desnoj obali Neretve, ali ne radi vojske, nego radi sprječavanja prelaska i izlaska civila. Jednu djevojku su ovamo naveli na mine i obje su poginule.
U ratnom sukobu između HVO-a i Armije BiH na području jablaničke općine bilo je 69 ratnih žrtava Hrvata, a od toga su bila 54 zarobljena i ubijena vojnika HVO-a, četvero djece i 11 odraslih civila.